# Miracavira
Miracavira är ett släkte av fjärilar. Miracavira ingår i familjen nattflyn.
Kladogram enligt Catalogue of Life:
| Miracavira | \| \| Miracavira brillians \| \| \| \| \| \| Miracavira sylvia \| \| \| \| |
|            | \| \| Miracavira brillians \| \| \| \| \| \| Miracavira sylvia \| \| \| \| |
|            | Miracavira brillians                                                       |
|            |                                                                            |
|            | Miracavira sylvia                                                          |
|            |                                                                            |

## Bildgalleri

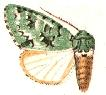